# Supercopa danesa de fútbol
La Supercopa danesa de fútbol fue una competición de fútbol de Dinamarca que enfrentaba al campeón de la Superliga danesa y al vencedor de la Copa de Dinamarca.

## Campeones
| Temporada | Campeón              | Resultado        | Finalista            | Sede de la final            |
| --------- | -------------------- | ---------------- | -------------------- | --------------------------- |
| 1994      | Brøndby IF           | 4 - 0            | Silkeborg IF         | Brøndby Stadion, Copenhague |
| 1995      | FC Copenhague        | 2 - 1            | Aalborg Boldspilklub | Brøndby Stadion, Copenhague |
| 1996      | Brøndby IF           | 4 - 0            | AGF Aarhus           | Brøndby Stadion, Copenhague |
| 1997      | Brøndby IF           | 2 - 0            | FC Copenhague        | Brøndby Stadion, Copenhague |
| 1998      | No se disputó        | No se disputó    | No se disputó        |                             |
| 1999      | Akademisk Copenhague | 2 - 2 (6-4 pen.) | Aalborg Boldspilklub | Energi Nord Arena, Aalborg  |
| 2000      | Viborg FF            | 1 - 1 (8-7 pen.) | Herfølge BK          | Herfølge Stadion, Herfølge  |
| 2001      | FC Copenhague        | 2 - 0            | Silkeborg IF         | Parken Stadion, Copenhague  |
| 2002      | Brøndby IF           | 1 - 0            | Odense BK            | Brøndby Stadion, Copenhague |
| 2003      | No se disputó        | No se disputó    | No se disputó        |                             |
| 2004      | FC Copenhague        | 2 - 1            | Aalborg Boldspilklub | Parken Stadion, Copenhague  |

## Títulos por club
| Club                 | Campeón | 2° | Años campeón           |
| -------------------- | ------- | -- | ---------------------- |
| Brøndby IF           | 4       | -  | 1994, 1996, 1997, 2002 |
| FC Copenhague        | 3       | 1  | 1995, 2001, 2004       |
| Akademisk Copenhague | 1       | -  | 1999                   |
| Viborg FF            | 1       | -  | 2000                   |
| Aalborg Boldspilklub | -       | 3  | ---                    |
| Silkeborg IF         | -       | 2  | ---                    |
| AGF Aarhus           | -       | 1  | ---                    |
| Herfølge BK          | -       | 1  | ---                    |
| Odense BK            | -       | 1  | ---                    |